# William Edward Ayrton
William Edward Ayrton (Londen, 14 september 1847 – aldaar, 8 november 1908) was een Brits natuurkundige en elektrotechnisch onderzoeker.

## Biografie
De in Londen geboren Ayrton was de zoon van Edward Nugent Ayrton. Zijn vader, een bekend advocaat en linguïst, dwong hem te excelleren op school waar hij studiebeurzen in mathematica verkreeg. Hij genoot zijn opleiding aan de University College School en University College, Londen. Zijn goede schoolresultaten stelde hem in staat om een jaar lang elektrotechniek te studeren onder Sir William Thomson (Lord Kelvin) aan de Universiteit van Glasgow in 1867.
In het aansluitende jaar studeerde hij in Europa waarna hij naar India vertrok waar hij in dienst van de "Indian Government Telegraph" meehielp om een systeem te ontwikkelen om fouten in binnenlandse telegrafielijnen op te sporen die in de toenmalige Britse kolonie werden aangelegd. In 1873 accepteerde Ayrton een uitnodiging van de Japanse overheid om hoogleraar natuurfilosofie en telegrafie te worden aan het recent opgerichte Imperial College of Engineering. De introductie van elektrische booglampen in Japan vanaf 1878 wordt aan hem toegeschreven. Na zijn terugkeer in Londen in 1879 werd Ayrton hoogleraar toegepaste natuurkunde aan het Finsbury Technical College van het "City and Guilds of Londen Technical Institute". In 1884 werd hij benoemd tot hoogleraar aan het "Central Technical College", South Kensington.
Ayrton publiceerde, zowel alleen als gezamenlijk met anderen, een groot aantal verhandelingen over natuurkundige, en dan met name elektrische onderwerpen. Zijn naam wordt hoofdzakelijk geassocieerd met die van hoogleraar John Perry met de uitvindingen van een lange rij elektrische meetinstrumenten, waaronder ampère- en wattmeters. Beide heren waren ook actief op het gebied van spoorwegelektrificatie, een dynamometer en de eerste elektrische driewieler. Ayrton geniet ook bekendheid over zijn werk naar elektrische zoeklichten. In 1881 werd hij verkozen tot lid van de Royal Society, in 1901 ontving hij een Royal Medal. Tevens was hij voorzitter van de Physical Society (1890-1892) en van het Institution of Electrical Engineers (1892).

## Persoonlijk
Ayrton was tweemaal gehuwd. Zijn eerste huwelijk was met zijn nicht, Matilda Chaplin (1846-1883). Dit huwelijk had plaatsgevonden in de periode dat hij werkzaam was in India en hij op verlof in Groot-Brittannië was. Matilda was actief betrokken bij de Edinburgh Seven-campaigne om geneeskundige opleiding open te stellen voor vrouwelijke studenten. Uit dit huwelijk werd een dochter geboren, Edith Ayrton.
Zijn tweede huwelijk was in 1885 met Hertha Marks, die hij had ontmoet toen hij hoogleraar was aan Finsbury. Na hun huwelijk werd ze zijn vaste assistente bij zijn onderzoek, terwijl ze daarnaast haar eigen onderzoek uitvoerde naar elektrische lichtbogen en andere onderwerpen. Ondersteund door William slaagde Hertha erin om benoemd te worden tot het eerste vrouwelijk lid van het Institution of Electrical Engineers. Zijn poging om haar in 1902 Fellow te maken van de Royal Society (waarvan hijzelf reeds Fellow was) mislukte door verzet van enkele leden omdat "getrouwde vrouwen niet verkiesbaar zijn als lid".
Uit zijn huwelijk het Hertha werd opnieuw een dochter geboren, Barbara Ayrton (1886-1950). Deze zou later parlementslid worden voor Labour en is de moeder van de bekende beeldhouwer Michael Ayrton.